# Маріус Функ
Маріус Функ (нім. Marius Funk, нар. 1 січня 1996, Аален, Німеччина) — німецький футболіст, воротар клубу «Гройтер Фюрт».

## Клубна кар'єра
Маріус Функ починав займатися футболом у школі клубу «Гайденгайм». Згодом перебрався до школи «Штутгарт». У сезоні 2015/16 Функ провів кілька матчів у дублюючому складі «Штутгарта» у Регілнальній лізі.
З 2016 року Маріус Функ є гравцем клубу «Гройтер Фюрт». Починав також як гравець дубля. Свій перший матч за основу Функ зіграв у сезоні 2017/18. За результатами сезону 2020/21 Функ разом з клубом виборов підвищення в класі до Бундесліги.

## Збірна
У 2015 році у складі юнацької збірної Німеччини (U-19) Маріус Функ був учасником юнацького чемпіонату Європи, який приймала Греція.

## Особисте життя
Старший брат Маріуса Патрік Функ також професійний футболіст — півзахисник клубу «Аален».